# Économie du Rwanda
L'économie du Rwanda a connu une industrialisation rapide grâce à une politique gouvernementale réussie. Son économie est mixte. Depuis le début des années 2000, le Rwanda a connu un boom économique qui a amélioré le niveau de vie de nombreux Rwandais. Le président rwandais, Paul Kagame, a exprimé son ambition de faire du Rwanda le « Singapour de l'Afrique ». Le secteur industriel est en pleine croissance, contribuant à 16 % du PIB en 2012. L'économie du Rwanda est basée sur le pillage des ressources de la République démocratique du Congo (RDC), dont des millices armés séparatiste alliés du pays occupent une partie du territoire notamment la région du Kivu.

## Histoire
En juin 1998, le Rwanda a signé un programme d'ajustement structurel avec le Fonds monétaire international. Il s'est également engagé dans un programme de privatisation de grande ampleur, en coopération avec la Banque mondiale. Sa croissance continue dépend du maintien de l'aide internationale et du prix du thé et du café.

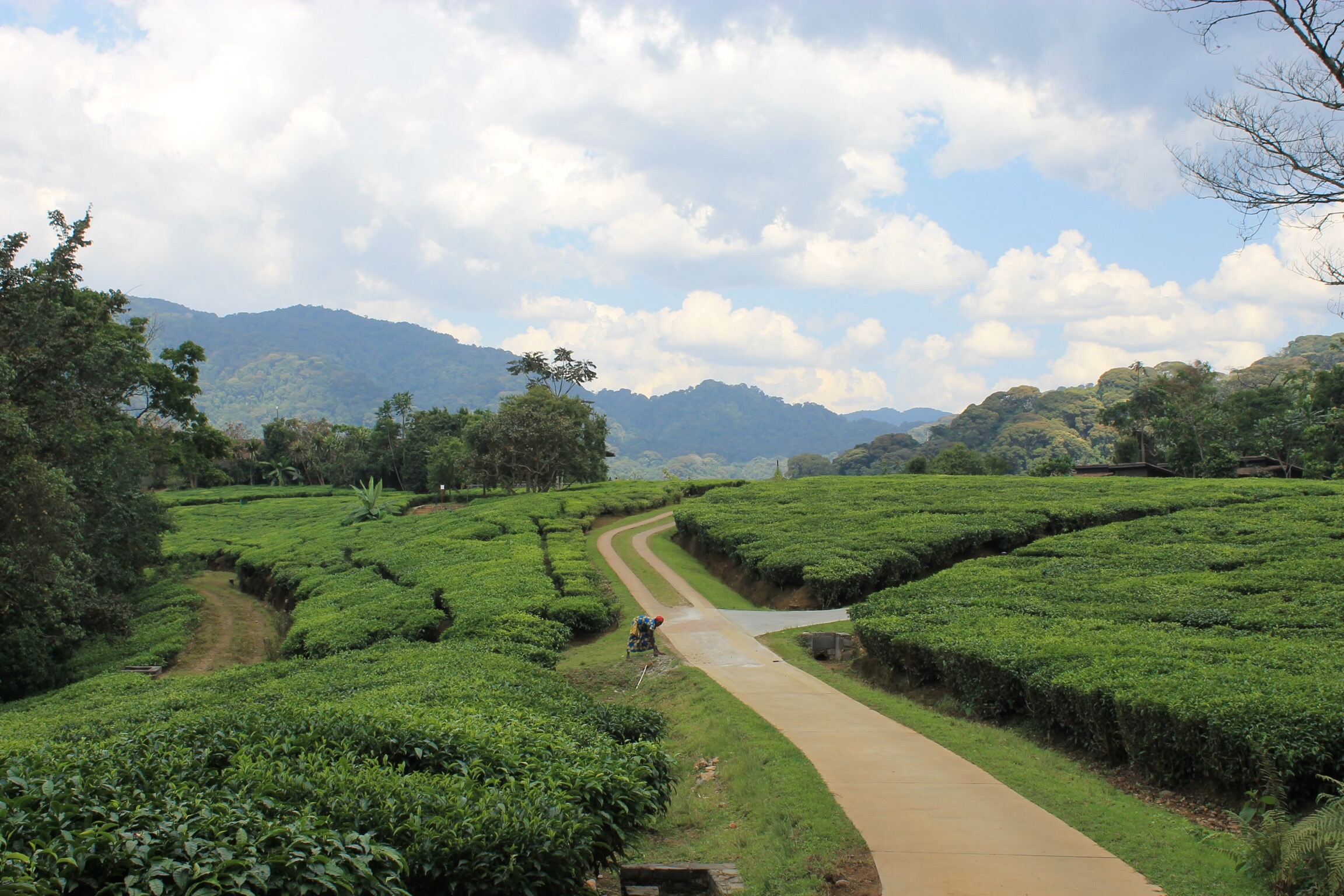
Plantations de thé dans le parc national de Nyungwe.

Sur le plan du développement, des succès remarquables ont été enregistrés au cours de la décennie 2000-2010 ; une forte croissance, une réduction rapide de la pauvreté et depuis 2005, une réduction des inégalités. Entre 2001 et 2012, le taux de croissance du PIB réel a atteint 8,1 % en moyenne par an. Le taux de pauvreté a baissé de 59 % en 2001 à 45 % en 2011.
Malgré une baisse soudaine et sensible de l’aide extérieure à partir du milieu de l’année 2012, le Rwanda, grâce aux politiques budgétaires et monétaires judicieuses qui ont été mises en œuvre, a pu maintenir cette année-là une forte croissance et la stabilité. En 2012, l’économie rwandaise a enregistré une croissance de 8 % et l’inflation a été maintenue en dessous de 6 %.
L'important projet d'exploitation du méthane du lac Kivu pour la production d'électricité  pour un coût prévu de 325 millions de dollars (le plus grand investissement jamais réalisé au Rwanda) permettra à terme d'obtenir un surcroît d'énergie pour la région.
Avec un taux de fécondité élevé en 2014, cinq enfants par femme, la pression démographique se transforme en handicap : à la déforestation s'ajoute l'érosion des sols causée par une agriculture intensive.

## Agriculture et ressources primaires
Le Rwanda se classe au dixième rang mondial pour la proportion des femmes travaillant dans l'agriculture, la foresterie et la pêche.
Les cultures du pays comprennent le café, le thé, le pyrèthre, les bananes, les haricots, les sorgho et les pommes de terre. Le café et le thé sont les principales cultures commerciales d'exportation, les hautes altitudes, les pentes abruptes et les sols volcaniques offrant des conditions favorables. La dépendance aux exportations agricoles rend le Rwanda vulnérable aux fluctuations de leurs prix. En 2019, l'agriculture représentait 29 % de l'économie rwandaise. Le Rwanda a produit en 2019: Les bananes, les ananas, le thé, le café et le tabac sont des produits à forte valeur ajoutée destinés à l'exportation.
L'économie du Rwanda a beaucoup souffert pendant le génocide de 1994, avec des pertes en vies humaines généralisées, l'échec de l'entretien des infrastructures, des pillages et la négligence d'importantes cultures commerciales. Cela a provoqué une forte baisse du PIB et a détruit la capacité du pays à attirer des investissements privés et extérieurs. L'économie s'est depuis renforcée, avec un PIB par habitant (PPA) estimé à 2 225 $ en 2018, contre 416 $ en 1994. Les principaux marchés d'exportation sont la Chine, l'Allemagne et les États-Unis. L'économie est gérée par la Banque nationale du Rwanda et la monnaie est le franc rwandais ; en juin 2010, le taux de change était de 588 francs pour un dollar américain. Le Rwanda a rejoint la Communauté de l'Afrique de l'Est en 2007 et il y avait des plans pour un shilling est-africain commun, qui, on l'espérait, serait en place d'ici 2015, mais qui n'ont pas encore abouti (2025).
Le Rwanda est un pays aux ressources naturelles limitées et son économie repose principalement sur une agriculture de subsistance pratiquée par des agriculteurs locaux utilisant des outils simples. On estime que 90 % de la population active est agricole, et l'agriculture représentait environ 42 % du PIB en 2010. Depuis le milieu des années 1980, la taille des exploitations et la production alimentaire sont en baisse, en partie à cause de la réinstallation des personnes déplacées,. Malgré la fertilité de l'écosystème rwandais, la production alimentaire ne suit souvent pas le rythme de la croissance démographique, ce qui nécessite des importations alimentaires.
Au Rwanda, l'élevage comprend des vaches, des chèvres, des moutons, des porcs, des poulets et des lapins, avec des effectifs variables selon les régions. Les systèmes de production sont essentiellement traditionnels, bien qu'il existe quelques fermes laitières intensives autour de Kigali. Les pénuries de terres et d'eau, l'insuffisance et la mauvaise qualité des aliments pour animaux, ainsi que les épidémies régulières et l'insuffisance des services vétérinaires constituent des contraintes majeures qui limitent la production. Un programme « Une vache par une famille pauvre » (Girinka), mis en œuvre en 2006, a permis de distribuer 452 451 vaches en 2023 .
La pêche est pratiquée sur les lacs du pays, mais les stocks sont très réduits et des poissons vivants sont importés pour tenter de relancer l'industrie.

## Exploitation minière
L'industrie minière du Rwanda est un contributeur important, générant 93 millions de dollars américains en 2008. Les minéraux extraits comprennent la cassitérite, la wolframite, saphirs, l'or et le coltan, utilisé dans la fabrication d'appareils électroniques et de communication tels que les téléphones portables. La production de méthane du lac Kivu a débuté en 1983, mais n'a été utilisée jusqu'à présent que par la brasserie Bralirwa.
En 2019, le pays était le 7e producteur mondial de tungstène et le 12e producteur mondial d'étain.

## Tourisme

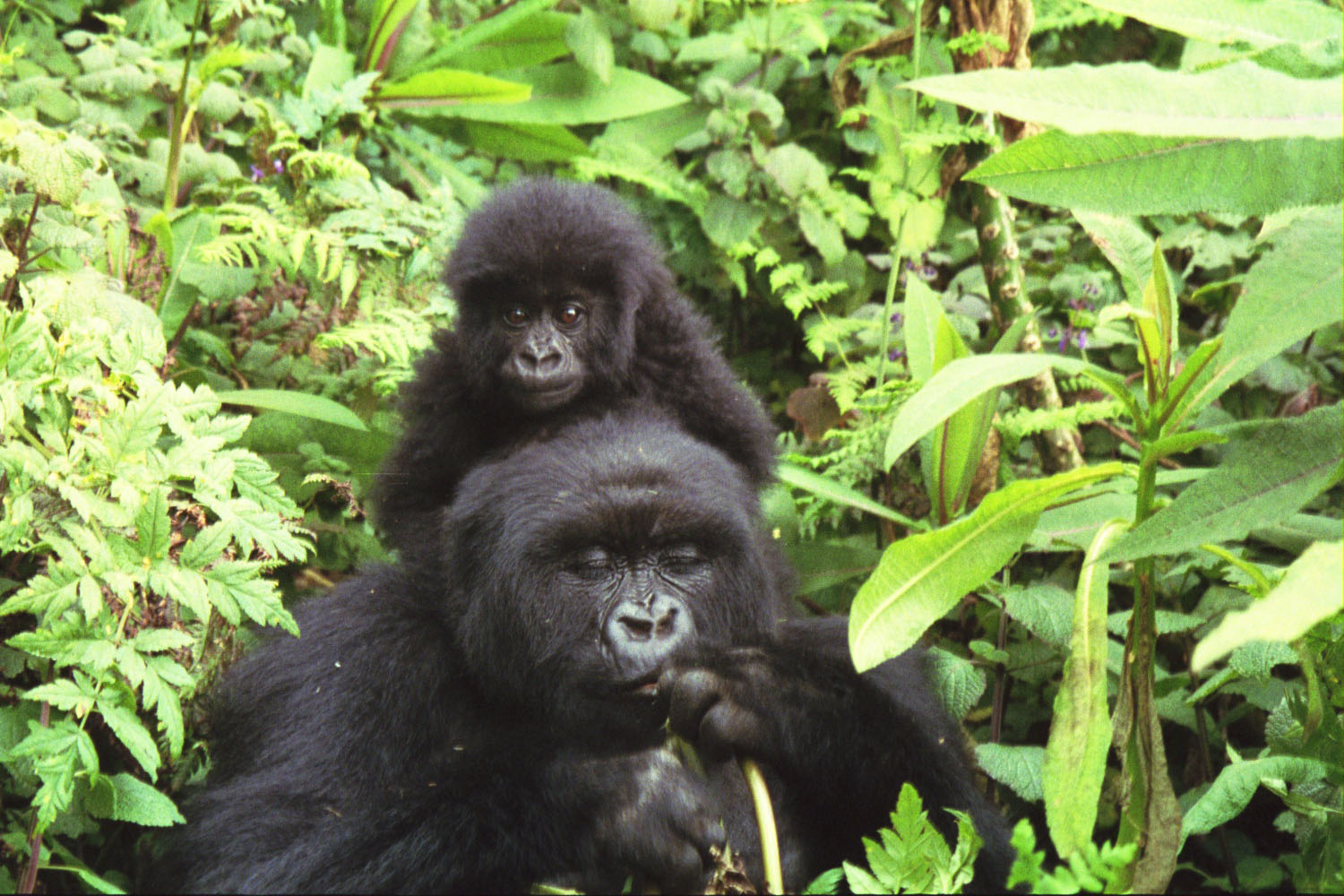
Gorillas des montagnes dans le Parc national des volcans

Le tourisme est l'une des ressources économiques connaissant la croissance la plus rapide et est devenu la principale source de devises du pays en 2011. Malgré les séquelles du génocide, le pays est de plus en plus perçu à l'international comme une destination sûre. La Direction de l'immigration et de l'émigration a recensé 405 801 visiteurs entre janvier et juin 2011, dont 16 % provenaient de pays non africains. Les recettes du tourisme se sont élevées à 115 600 000 dollars américains entre janvier et juin 2011; les vacanciers ont contribué à 43 % de ces recettes, bien qu'ils ne représentent que 9 % du total.
Le Rwanda est l'un des deux seuls pays où l'on peut observer les gorilles de montagne en toute sécurité ; le pistage des gorilles dans le parc national des Volcans attire chaque année des milliers de visiteurs, prêts à payer des prix élevés pour obtenir un permis. D'autres attractions incluent : la forêt de Nyungwe, qui abrite des chimpanzés, des colobes de Ruwenzori et d'autres primates, les stations balnéaires du lac Kivu et l'Akagera, le parc national de l'Akagera, le musée national de Huye, la cour du roi ẚ Nyanza, (Urukaari), le parcours de la lutte pour la libération de Rwanda, les lacs Burera et Ruhondo et une petite réserve de savane à l'est du pays
Le parc national de l'Akagera a une superficie de 1,112 km² au de l'Est du Rwanda. Le parc a beaucoup d’espèces d'animaux dont les cinq majeurs et des grands mammifères, des primates et de nombreuses espèces d'oiseaux.